# Out of Touch
Out of Touch è un singolo del duo musicale statunitense Hall & Oates, pubblicato nel 1984 ed estratto dall'album Big Bam Boom.

## Tracce
- 7"

1. Out of Touch
2. Cold, Dark and Yesterday

## Cover
Nel 2004 il gruppo Uniting Nations ha realizzato una cover del brano, presente nell'album One World; nel 2011 il gruppo inglese Nero crea una parziale cover di questo brano intitolata Reaching Out.

## Classifiche
| Classifica (1984) | Posizione raggiunta |
| ----------------- | ------------------- |
| Stati Uniti       | 1                   |

## Cultura di massa
Il brano è presente nella stazione radio Flash FM, e come sottofondo nella prima clip della missione "Il party", di Grand Theft Auto: Vice City.